# Hypenagonia
Hypenagonia is een geslacht van vlinders van de familie spinneruilen (Erebidae), uit de onderfamilie Hypeninae.

## Soorten
- H. angulata Wileman, 1915
- H. anna Robinson, 1975
- H. barbara Robinson, 1975
- H. bipuncta Wileman, 1915
- H. brachypalpia Hampson, 1912
- H. brunnea Bethune-Baker, 1908
- H. catherina Robinson, 1975
- H. cyanospila Turner, 1908
- H. diana Robinson, 1975
- H. emma Robinson, 1975
- H. flavisigna Hampson, 1912
- H. leucosticta Hampson
- H. longipalpis Hampson, 1912
- H. mediifascia Wileman & South, 1917
- H. minor Wileman, 1915
- H. nigrifascia Hampson, 1893
- H. normata Joannis, 1929
- H. obliquifascia Wileman & South, 1917
- H. rosacea Bethune-Baker, 1908
- H. subsuffusata Wileman & West, 1930
- H. vexataria Walker, 1861
- H. vexatariola Strand, 1920